# Élection présidentielle tunisienne de 2024
L'élection présidentielle tunisienne de 2024 a lieu le 6 octobre 2024 afin d'élire le président de la République tunisienne. Il s'agit de la première élection de ce type depuis la promulgation de la Constitution de 2022. L'élection est boycottée par la majorité des partis politiques.
Le chemin vers l'élection a été semé d'embûches pour les rivaux du sortant Kaïs Saïed. Les candidats devaient recueillir le parrainage de dix parlementaires, quarante élus locaux ou 10 000 électeurs à raison de 500 au moins par circonscription.
Après avoir écarté de nombreuses candidatures, dont celles des principaux opposants à Kaïs Saïed, l'ISIE confirme les candidatures de deux personnalités en dehors du chef de l'État, celles des anciens députés Zouhair Maghzaoui et Ayachi Zammel, mais écarte celles de Mondher Zenaidi, Abdellatif Mekki et Imed Daïmi, qui avaient été réintégrées par le Tribunal administratif. Cette décision est cependant contraire à la Constitution, qui dispose que les décisions du Tribunal administratif ne peuvent faire l'objet d'un appel. Le 14 septembre, le Tribunal administratif ordonne à l'ISIE d'accepter ces candidatures, ce que cette dernière refuse, avant que l'Assemblée des représentants du peuple, de crainte de l'invalidation de la présidentielle par celui-ci, ne transfère, par un amendement controversé de la loi électorale, les attributions du Tribunal administratif à la Cour d'appel de Tunis.
Pour sa part, à quelques semaines du scrutin, Ayachi Zammel, qui a obtenu le soutien d'une partie de l'opposition, est emprisonné puis condamné à un total de treize ans et huit mois de prison dans trois procès pour des accusations de faux parrainages. Ces condamnations expéditives sont interprétées par plusieurs observateurs et des ONG comme un acharnement judiciaire visant à écarter sa candidature, celui-ci semblant pouvoir réaliser un bon score lors du scrutin. De même, la mise à l'écart ou l'emprisonnement d'autres candidats est également dénoncé.
Kaïs Saïed l'emporte sans surprise avec 90 % des voix, pour un taux de participation d'un peu moins de 29 %.

## Contexte

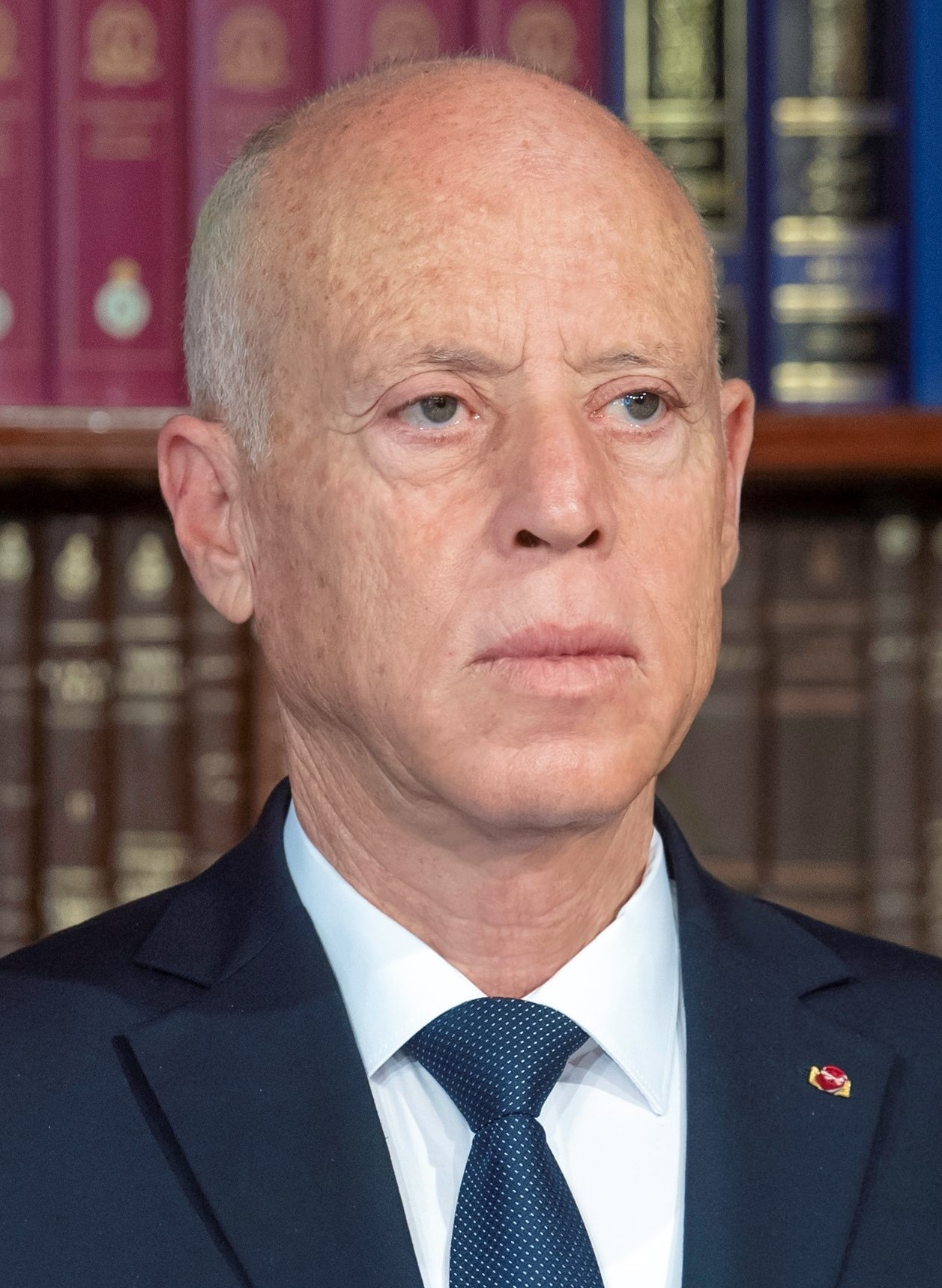
Kaïs Saïed.

Le 25 juillet 2021, jour de la fête de la République, après des mois de crise politique entre le président de la République Kaïs Saïed et l'Assemblée des représentants du peuple, des milliers de manifestants réclament la dissolution de cette dernière et un changement de régime. Le gouvernement se voit reprocher l'état catastrophique de l'économie et son inaction, qui conduit notamment à l'aggravation de la crise sanitaire liée à la pandémie de Covid-19. Le soir même, invoquant l'article 80 de la Constitution, Kaïs Saïed limoge le gouvernement Mechichi avec effet immédiat, en particulier Hichem Mechichi de ses attributions de chef du gouvernement et de ministre de l'Intérieur par intérim, annonce la suspension de l'assemblée — dont il lève l'immunité des membres —, la formation d'un nouveau gouvernement — qui sera responsable devant lui — et sa décision de gouverner par décrets ; il indique également qu'il présidera le parquet. Ennahdha dénonce aussitôt un « coup d'État ». Cette qualification de coup d'État est partagée par des analystes politiques et juristes.
Le 22 septembre, il confirme par décret le prolongement des décisions ainsi que la dissolution de l'Instance provisoire chargée du contrôle de la constitutionnalité des projets de loi, et décide de suspendre les salaires et les bénéfices accordés au président de l'Assemblée des représentants du peuple et ses membres, et s'octroie le droit de gouverner par décret, récupérant de facto le pouvoir législatif,. Sa décision est critiquée par la plupart des partis représentés au Parlement.
Le 29 septembre, le président charge Najla Bouden de former un nouveau gouvernement. Elle devient de ce fait pionnière dans le pays ainsi que dans le monde arabe.
Du 15 janvier au 20 mars 2022 a lieu une consultation électronique sur les réformes à proposer en prévision du référendum. Lors du scrutin, qui a fait l'objet d'un très faible taux de participation, les options d'un passage à un régime présidentiel et au scrutin uninominal pour les législatives, l'emportent,,.
Le 30 mars, 120 députés, sous la présidence du deuxième vice-président de l'assemblée Tarek Fetiti, se réunissent lors d'une session virtuelle pour voter la fin des mesures d'exception en vigueur depuis le 25 juillet. Le jour même, Kaïs Saïed dissout le Parlement, ce qu'interdit pourtant la Constitution durant la période où l'état d'exception est appliqué, et menace les députés de poursuites judiciaires,.
Le 6 avril, Kaïs Saïed annonce que les élections se tiendront au scrutin uninominal majoritaire à deux tours. Le 5 septembre, il indique que la loi électorale sera élaborée en considérant les recommandations des soutiens du processus du 25 juillet, et que le reste de la classe politique sera exclue de ce processus. La loi électorale devra être publiée au plus tard le 16 septembre pour respecter les délais.
Le 25 juillet 2022, la nouvelle Constitution est adoptée par référendum avec 94,60 % des voix. Une nouvelle loi électorale est ensuite publiée par décret le 15 septembre. La suspension du parlement est prolongée en attendant l'investiture de la nouvelle législature.
Plusieurs manifestations appellant à boycotter le scrutin présidentiel ont lieu à Tunis quelques jours avant le premier tour.

## Conditions de candidature
L'Instance supérieure indépendante pour les élections a annoncé les conditions de candidature suivantes :
- Être un électeur inscrit sur le registre électoral ;
- Être Tunisien, sans autre nationalité, né de père et mère tunisiens, avec des grands-parents paternels et maternels tous tunisiens ;
- Être de religion musulmane ;
- Avoir au moins 40 ans au moment de la présentation de la candidature ;
- Jouir de tous ses droits civils et politiques ;
- Ne pas avoir occupé le poste de président de la République pendant deux mandats consécutifs ou séparés ;
- Ne pas être soumis à l'une des interdictions suivantes : perte de la qualité d'électeur et perte du droit de candidature résultant d'une condamnation pour les crimes mentionnés aux articles 161 et 163 de la loi électorale et à l'article 30 du Code pénal ;
- Avoir les parrainages requis, soit alternativement :
  - Parrainage par dix membres de l'Assemblée des représentants du peuple ou du Conseil national des régions et des districts ;
  - Parrainage par quarante présidents des collectivités locales qu'il s'agisse de conseils locaux, régionaux ou municipaux ;
  - Parrainage par 10 000 électeurs inscrits sur les listes électorales répartis dans au moins dix circonscriptions, chaque circonscription devant comporter au moins 500 électeurs.

Le chemin vers l'élection a été semé d'embûches pour les rivaux du sortant Kaïs Saïed. Les candidats devaient recueillir le parrainage de dix parlementaires, quarante élus locaux ou 10 000 électeurs à raison de 500 au moins par circonscription.

## Candidats

### Pressentis ou n'ayant pas déposé leur candidature
- Hatem Boulabiar, ancien candidat en 2019, annonce en novembre 2020 sa candidature[27].
- Rached Ghannouchi, président du mouvement Ennahdha, souhaiterait se présenter selon un groupe de membres du mouvement[28].
- Adel Ltifi, un activiste, annonce en mars 2022 qu'il sera candidat[29],[30].
- Nizar Chaari, ancien fondateur du mouvement New Chartage, annonce sa candidature en octobre 2022[31].
- Lotfi Mraïhi, fondateur de l'Union populaire républicaine et candidat en 2019, annonce en janvier 2023 sa probable candidature[32] et la confirme en avril 2024[33].
- Fadhel Abdelkefi, ancien président du parti Afek Tounes et ancien ministre des Finances, annonce en février 2023 qu'il pourrait être candidat[34].
- Lazhar Akremi, journaliste, avocat et activiste politique, annonce sa candidature lors d'une audition judiciaire en février 2023[35].
- Olfa Hamdi, présidente du Parti de la Troisième République, annonce sa candidature en novembre 2023[36].
- Issam Chebbi, secrétaire général d'Al Joumhouri emprisonné depuis le 25 février 2023, est proposé par son parti comme candidat en mars 2024[37].
- Néji Jalloul, président du parti Coalition nationale, ancien ministre de l'Éducation et candidat en 2019, annonce en avril 2024 qu'il n'écarte pas la possibilité d'une candidature[38].
- Dhaker Lahidheb, cardiologue et ancien dirigeant du Courant démocrate, annonce son intention de se présenter en avril 2024[39].
- L'actrice Najoura Miled annonce son intention d'être candidate en avril 2024[40].
- Malek Saïhi, secrétaire général du mouvement des Jeunes patriotes tunisiens et ancien candidat aux élections législatives de 2022-2023 dans la circonscription de Nabeul, annonce sa candidature en juillet 2024[41].
- Kamel Akrout, ancien premier conseiller à la sécurité nationale sous la présidence de Béji Caïd Essebsi, est pressenti comme candidat potentiel[42],[43],[44] et annonce sa candidature en juillet 2024[45].
- Ghazi Chaouachi, ancien dirigeant du Courant démocrate emprisonné à partir du 25 février 2023, est candidat[46].
- Hichem Meddeb, ancien porte-parole du ministère de l'Intérieur, annonce sa candidature en juillet 2024[47].
- Issam Guerfel, avocat et ancien membre du Parti destourien libre, annonce sa candidature en juillet 2024[48].
- Azmi Belhaj Ahmed, docteur en chimie, annonce sa candidature en juillet 2024[49].
- Abid Briki, secrétaire général de la Tunisie en avant et ancien candidat en 2019, pourrait être candidat de son parti[50].
- Abdelmonem Belaâti, général et ministre de l'Agriculture, est pressenti comme candidat[50].
- Un candidat du Courant démocrate sera probablement présenté par le parti[51].
- Karim Gharbi dit K2Rhym, ancien rappeur et gendre du président Zine el-Abidine Ben Ali, dénonce la situation catastrophique du pays au niveau des matières premières et la répression croissante des médias ; il se profile comme candidat indépendant[52]. Il affirme que les autorités ne lui ont pas fourni un extrait de son casier judiciaire[53], et n'a pas déposé sa candidature.

### Candidatures déposées
Le dépôt des candidatures à l'Instance supérieure indépendante pour les élections débute le 29 juillet 2024 et doit durer jusqu'au 6 août. 17 candidatures sont finalement déposées. La liste préliminaire des candidatures doit être annoncée le 11 août après l'examen des dossiers et la liste définitive annoncée le 3 septembre.
- Fathi Ben Khemaïes Krimi, travailleur journalier ayant également déposé sa candidature en 2019, soumet sa candidature le 29 juillet[56].
- Leila Hammami, professeure d'économie, conseillère d'organisations internationales et militante de la société civile ayant annoncé sa candidature en juillet[57] dépose sa candidature le 31[58].
- Yosri Slimane, homme d'affaires, dépose sa candidature le 2 août[59].
- Abir Moussi, présidente du Parti destourien libre, annonce en février 2022 qu'elle sera la candidate de son parti[60]. En détention depuis octobre 2023, sa candidature est déposée par son comité de défense le 3 août sans casier judiciaire ni parrainages, à la suite du refus de l'ISIE de fournir l'exemplaire nécessaire[61].
- Kaïs Saïed, président de la République sortant, ayant annoncé officiellement sa candidature à sa propre réélection le 20 juillet[62], la dépose le 5 août[63].
- Ayachi Zammel, chef du mouvement Azimoun, annonce son intention d'être candidat en avril 2024[64] et la dépose le 5 août[65].
- Mondher Zenaidi, en exil en France[54], plusieurs fois ministre sous la présidence de Zine el-Abidine Ben Ali et candidat en 2014, annonce officiellement sa candidature le 4 juillet[66] et la dépose le 5 août sans le casier judiciaire qui lui a été refusé[réf. nécessaire].
- Abdellatif Mekki, ancien ministre de la Santé et fondateur du mouvement Travail et Réalisation, annonce en août 2022 qu'il pourrait être candidat[67].
- Zouhair Maghzaoui, secrétaire général du Mouvement du peuple, dépose sa candidature le 6 août[68].
- Safi Saïd, fondateur du parti Les Jardins des abeilles et candidat en 2014 et 2019, annonce sa candidature en avril 2024[69] et dépose son dossier le 6 août[70].
- Imed Daïmi, vice-président de Hizb el-Harak[71].

### Candidatures retenues
Les candidatures préliminairement retenues sont annoncées le 10 août. Il s'agit de celles du président sortant Kaïs Saïed, de Zouhair Maghzaoui et d'Ayachi Zammel. Les autres postulants voient leurs candidatures rejetées, généralement pour un manque de parrainages. Nombre d'entre eux et d'entre ceux qui ont renoncé à se présenter sont poursuivis pour des soupçons de faux parrainages.
Le 2 septembre, l'autorité électorale confirme la validation des trois candidatures, trois autres candidatures, celle de Mondher Zenaidi, Abdellatif Mekki et Imed Daïmi, qui avaient été réintégrées par le Tribunal administratif, sont toutefois rejetées. Cette décision est cependant contraire à la Constitution, qui dispose que les décisions du Tribunal administratif ne peuvent faire l'objet d'un appel et que le rôle de l'ISIE n'est que technique. Le président de l'ISIE assure que le Tribunal administratif n'est pas compétent et affirme que ce dernier n'a pas notifié la décision de réintégrer ces candidats, ce que le Tribunal administratif dément. Cette décision est dénoncée par l'Union générale tunisienne du travail et Human Rights Watch.
Daïmi est pour sa part déféré par l'ISIE pour faux témoignage au sujet du non renoncement à sa nationalité française. Pour sa part, Zenaidi annonce déposer un recours au Tribunal administratif. Le 14 septembre, celui-ci ordonne à l'ISIE d'accepter ces candidatures. Le 20, des députés déposent un projet d'amendement de la loi électorale, pour retirer au Tribunal administratif les prérogatives de valider les résultats des élections, en prévision où celui-ci, indépendant contrairement aux autres juridictions, n'invaliderait les résultats de la présidentielle. Confiant les attributions du Tribunal administratif à la cour d'appel, la loi est adoptée le 27.
| Candidat (nom et âge) et parti politique       | Candidat (nom et âge) et parti politique | Candidat (nom et âge) et parti politique | Principaux mandats politiques exercés               | Autres informations |
| ---------------------------------------------- | ---------------------------------------- | ---------------------------------------- | --------------------------------------------------- | --- |
| Kaïs Saïed (66 ans) Indépendant                | Kaïs Saïed                               |                                          | Président de la République (depuis 2019)            | Président sortant |
| Zouhair Maghzaoui (59 ans) Mouvement du peuple | Zouhair Maghzaoui                        |                                          | Député de la circonscription de Kébili (2014-2021)  | Secrétaire général du Mouvement du peuple, admirateur de Luiz Inácio Lula da Silva, il a longtemps conseillé officieusement le président sortant. Considéré comme un « faire-valoir », il propose un programme souverainiste de gauche proche de celui du président sortant. |
| Ayachi Zammel (47 ans) Azimoun                 | Ayachi Zammel                            |                                          | Député de la circonscription de Siliana (2019-2021) | Président d'Azimoun |

## Campagne

### Boycott
L'opposition est divisée entre boycott et vote pour un candidat d'opposition.
Un candidat du Front de salut national peut initialement être présenté par la coalition si les conditions sont réunies. Cependant, en avril 2024, elle annonce boycotter le scrutin qu'elle qualifie de « comédie électorale ».
Le Parti des travailleurs annonce en juillet boycotter les élections et ne pas présenter de candidat. Le 2 octobre, cinq partis de gauche annoncent boycotter les élections, dont le Parti des travailleurs, le Parti socialiste, Ettakatol, Al Massar et Al Qotb.
De leurs côtés, le Courant démocrate et le Parti destourien libre annoncent rejeter d'avance les résultats.
Le 3 octobre, Ennahdha critique vivement le processus électoral et sa légitimité, sans pour autant donner une consigne de vote.
L'ancien président Moncef Marzouki appelle aussi au boycott.

### Censure deJeune Afrique
Le numéro de Jeune Afrique de septembre 2024, dont la une et un large dossier sont consacrés à la dérive autoritaire de Kaïs Saïed, est interdit à la vente en Tunisie. Cette décision est comparée à la censure de l'époque de Zine el-Abidine Ben Ali.

### Emprisonnement d'Ayachi Zammel
Le 4 septembre, Ayachi Zammel est arrêté puis placé sous mandat de dépôt deux jours plus tard pour des accusations de faux parrainages,. Après avoir obtenu sa libération provisoire le 5 septembre, il est immédiatement arrêté, puis condamné à vingt mois de prison le 18 septembre.
Le 25, une nouvelle peine de six mois de prison pour « falsification de documents » est prononcée à l'encontre de Zammel. Le 1er octobre, il est condamné à douze ans de prison supplémentaire, une décision, ainsi que le rejet et l'emprisonnement d'autres candidats, qui sont dénoncés par Human Rights Watch.
Cette accumulation de condamnations expéditives est interprétée comme un acharnement judiciaire reflétant la panique du pouvoir face au potentiel électoral de celui-ci, de nombreux opposants envisageant de voter pour lui, malgré son absence de notoriété, cette dernière l'ayant dans un premier temps épargné d'un rejet de sa candidature,.

### Mise à l'écart des ONG Mourakiboun et I Watch
Le gouvernement écarte les ONG Mourakiboun et I Watch, qui ont surveillé tous les scrutins depuis 2011. Celles-ci ont été accusées de bénéficier de financements étrangers. Par ailleurs, l'Union européenne, contrairement aux scrutins précédents, n'observe pas le scrutin, au contraire de la Russie et de l'Organisation de la coopération islamique.

### Campagne du président sortant
S'impliquant peu dans la campagne, le président sortant bénéficie du soutien du mouvement du 25-Juillet, qui fait campagne pour lui. Selon la politologue Khadija Mohsen Finan, l'enjeu pour le président sortant est un taux de participation correct. Par ailleurs, bien que son autoritarisme écorne son image, il se soucie guère de celle-ci alors qu'il capitalise sur une rhétorique nationaliste, souverainiste et anti-occidentale. En retour, ce discours porte sur une bonne partie de la population, qui voit en lui un homme intègre.

## Résultats

### Résultats nationaux
|                          | Kaïs Saïed               | Indépendant              | 2 438 954 | 90,69 |  |  |
|                          | Ayachi Zammel            | Azimoun                  | 197 551   | 7,35  |  |  |
|                          | Zouhair Maghzaoui        | Mouvement du peuple      | 52 903    | 1,97  |  |  |
|                          |                          |                          |           |       |  |  |
| Suffrages exprimés       | Suffrages exprimés       | Suffrages exprimés       | 2 723 595 | 96,98 |  |  |
| Votes blancs             | Votes blancs             | Votes blancs             | 34 187    | 1,22  |  |  |
| Votes nuls               | Votes nuls               | Votes nuls               | 84 953    | 3,02  |  |  |
| Total                    | Total                    | Total                    | 2 808 548 | 100   |  |  |
| Abstention               | Abstention               | Abstention               | 6 944 669 | 71,20 |  |  |
| Inscrits / participation | Inscrits / participation | Inscrits / participation | 9 753 217 | 28,80 |  |  |

### Résultats par gouvernorat
| Gouvernorat | Saïed     | Saïed   | Zammel  | Zammel  | Maghzaoui | Maghzaoui |        |
| Gouvernorat | Votes     | %       | Votes   | %       | Votes     | %         |        |
| ----------- | --------- | ------- | ------- | ------- | --------- | --------- | ------ |
| Gouvernorat | Ariana    | 111 056 | 84,56 % | 17 091  | 13,01 %   | 3 193     | 2,43 % |
| Béja        | 71 572    | 94,92 % | 2 758   | 3,66 %  | 1 076     | 1,43 %    |        |
| Ben Arous   | 137 576   | 88,02 % | 15 356  | 9,83 %  | 3 362     | 2,15 %    |        |
| Bizerte     | 111 672   | 92,71 % | 7 223   | 5,79 %  | 1 879     | 1,51 %    |        |
| Gabès       | 68 031    | 88,82 % | 6 497   | 8,48 %  | 2 064     | 2,69 %    |        |
| Gafsa       | 69 804    | 92,63 % | 3 797   | 5,04 %  | 1 753     | 2,33 %    |        |
| Jendouba    | 89 720    | 95,97 % | 2 639   | 2,82 %  | 1 131     | 1,21 %    |        |
| Kairouan    | 117 399   | 94,92 % | 5 079   | 4,11 %  | 1 202     | 0,97 %    |        |
| Kasserine   | 103 943   | 95,17 % | 3 846   | 3,52 %  | 1 434     | 1,31 %    |        |
| Kebili      | 33 311    | 86,89 % | 2 526   | 6,59 %  | 2 498     | 6,52 %    |        |
| Kef         | 58 126    | 95,49 % | 1 937   | 3,18 %  | 806       | 1,32 %    |        |
| Mahdia      | 91 344    | 93,99 % | 4 418   | 4,55 %  | 1 424     | 1,47 %    |        |
| Manouba     | 85 947    | 92,46 % | 5 593   | 6,02 %  | 1 420     | 1,53 %    |        |
| Medenine    | 70 974    | 88,49 % | 6 962   | 8,68 %  | 2 272     | 2,83 %    |        |
| Monastir    | 128 364   | 93,04 % | 7 667   | 5,56 %  | 1 929     | 1,40 %    |        |
| Nabeul      | 198 517   | 93,35 % | 10 937  | 5,14 %  | 3 198     | 1,50 %    |        |
| Sfax        | 215 856   | 87,89 % | 24 307  | 9,90 %  | 5 447     | 2,22 %    |        |
| Sidi Bouzid | 99 801    | 95,74 % | 2 777   | 2,66 %  | 1 666     | 1,60 %    |        |
| Siliana     | 56 018    | 92,81 % | 3 719   | 6,16 %  | 623       | 1,03 %    |        |
| Sousse      | 138 626   | 91,17 % | 10 803  | 7,10 %  | 2 628     | 1,73 %    |        |
| Tataouine   | 18 075    | 87,21 % | 2 092   | 10,09 % | 559       | 2,70 %    |        |
| Tozeur      | 27 043    | 93,20 % | 1 414   | 4,87 %  | 560       | 1,93 %    |        |
| Tunis       | 207 458   | 85,65 % | 28 865  | 11,92 % | 5 897     | 2,43 %    |        |
| Zaghouan    | 48 014    | 95,09 % | 1 863   | 3,69 %  | 618       | 1,22 %    |        |
|             |           |         |         |         |           |           |        |
| Diaspora    | 76 707    | 77,99 % | 17 385  | 17,68 % | 4 264     | 4,34 %    |        |
| Total       | 2 438 954 | 90,69 % | 197 551 | 7,35 %  | 52 903    | 1,97 %    |        |

### Sociologie des électeurs
Le sondage de sortie des urnes effectué par Sigma Conseil pour l'Établissement de la télévision tunisienne montre la répartition sociologique suivante :
| Résultat du sondage de sortie | 89,2 | 6,9  | 3,9 | 82,3 |
| Résultat préliminaire         | 90,7 | 7,4  | 1,2 | 83,3 |
| Genre                         |      |      |     |      |
| Hommes                        | 88,3 | 7,6  | 4,1 | 80,7 |
| Femmes                        | 90,4 | 5,9  | 3,6 | 84,5 |
| Âge                           |      |      |     |      |
| Moins de 35 ans               | 87,3 | 8,5  | 4,3 | 78,8 |
| 35–45                         | 87,0 | 8,0  | 5,0 | 79,0 |
| 46–60                         | 90,0 | 6,5  | 3,4 | 83,5 |
| Plus de 60 ans                | 92,7 | 4,2  | 3,1 | 88,5 |
| Niveau d'enseignement         |      |      |     |      |
| Pas d'éducation               | 90,1 | 4,0  | 6,0 | 86,1 |
| Enseignement primaire         | 93,1 | 3,7  | 3,2 | 89,4 |
| Enseignement secondaire       | 89,6 | 6,6  | 3,8 | 83,0 |
| Enseignement supérieur        | 86,1 | 10,0 | 3,9 | 76,1 |

## Analyses
Les résultats définitifs sont rendus publics le 12 octobre par l'Instance supérieure indépendante pour les élections (Isie). Kaïs Saïed l'emporte dès le premier tour avec plus de 90 % des voix, pour un taux de participation de 28 %. La participation connaît ainsi une hausse par rapport aux 11 % des dernières élections législatives, mais en nette baisse par rapport aux 48 % de l'élection présidentielle de 2019. La réélection du président sortant intervient sans surprise en l'absence de réelle candidature d'opposition. Accusée d'être devenu un autocrate, il souffre par ailleurs de l'abandon d'une partie des électeurs, alimentant ainsi l'abstention.
Pour Pierre Vermeren, malgré une faible « légitimité démocratique », la majorité des Tunisiens « laissent faire ».